# Riccò del Golfo di Spezia
Riccò del Golfo di Spezia is een gemeente in de Italiaanse provincie La Spezia (regio Ligurië) en telt 3400 inwoners (31-12-2004). De oppervlakte bedraagt 36,9 km², de bevolkingsdichtheid is 93 inwoners per km².
De volgende frazioni maken deel uit van de gemeente: San Benedetto, Porcale, Quaratica, Valdipino, Casella, Ponzò, Bovecchio, Falabiana, Camedone, Piandibarca.

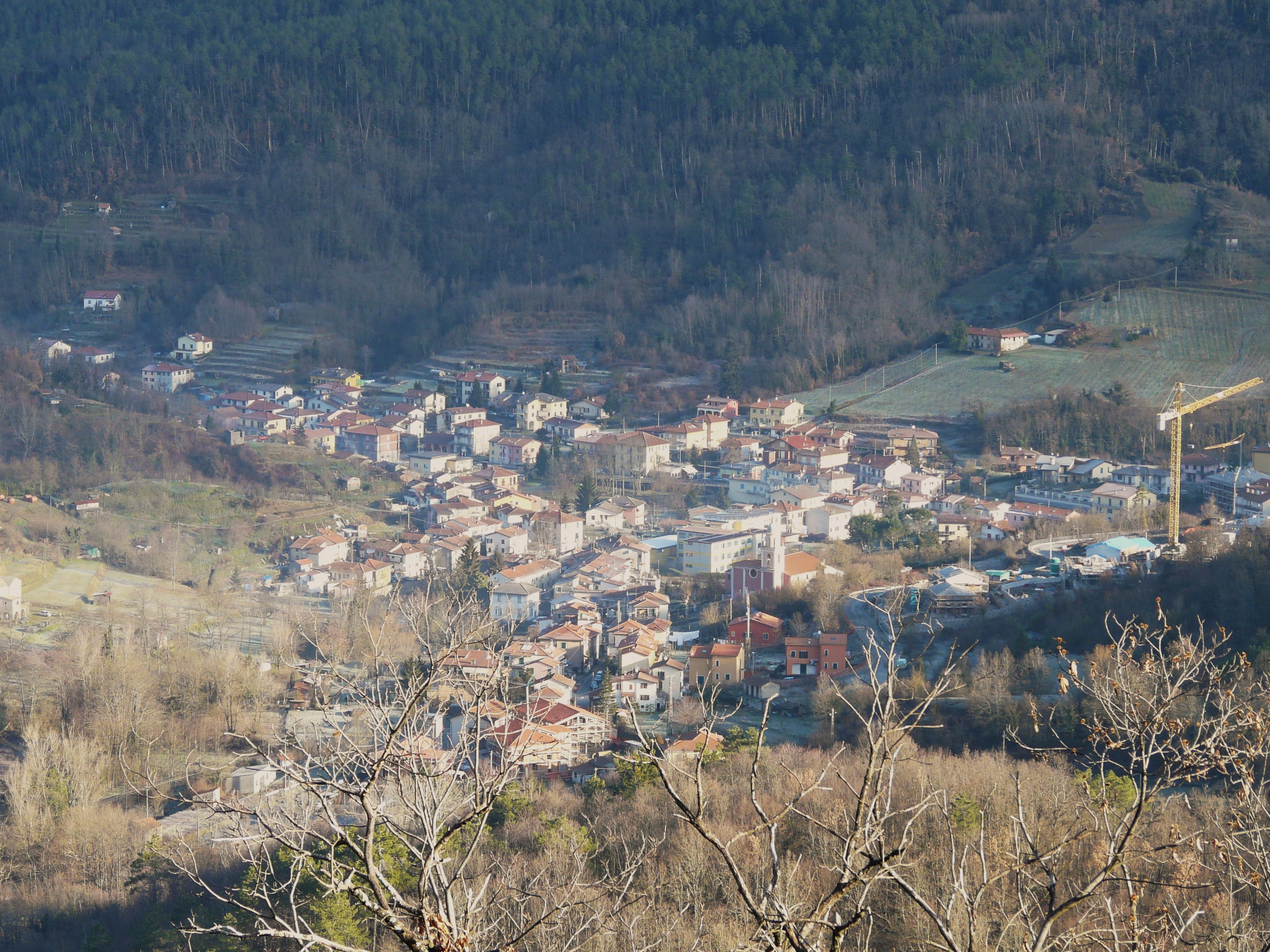
Riccò del Golfo di Spezia
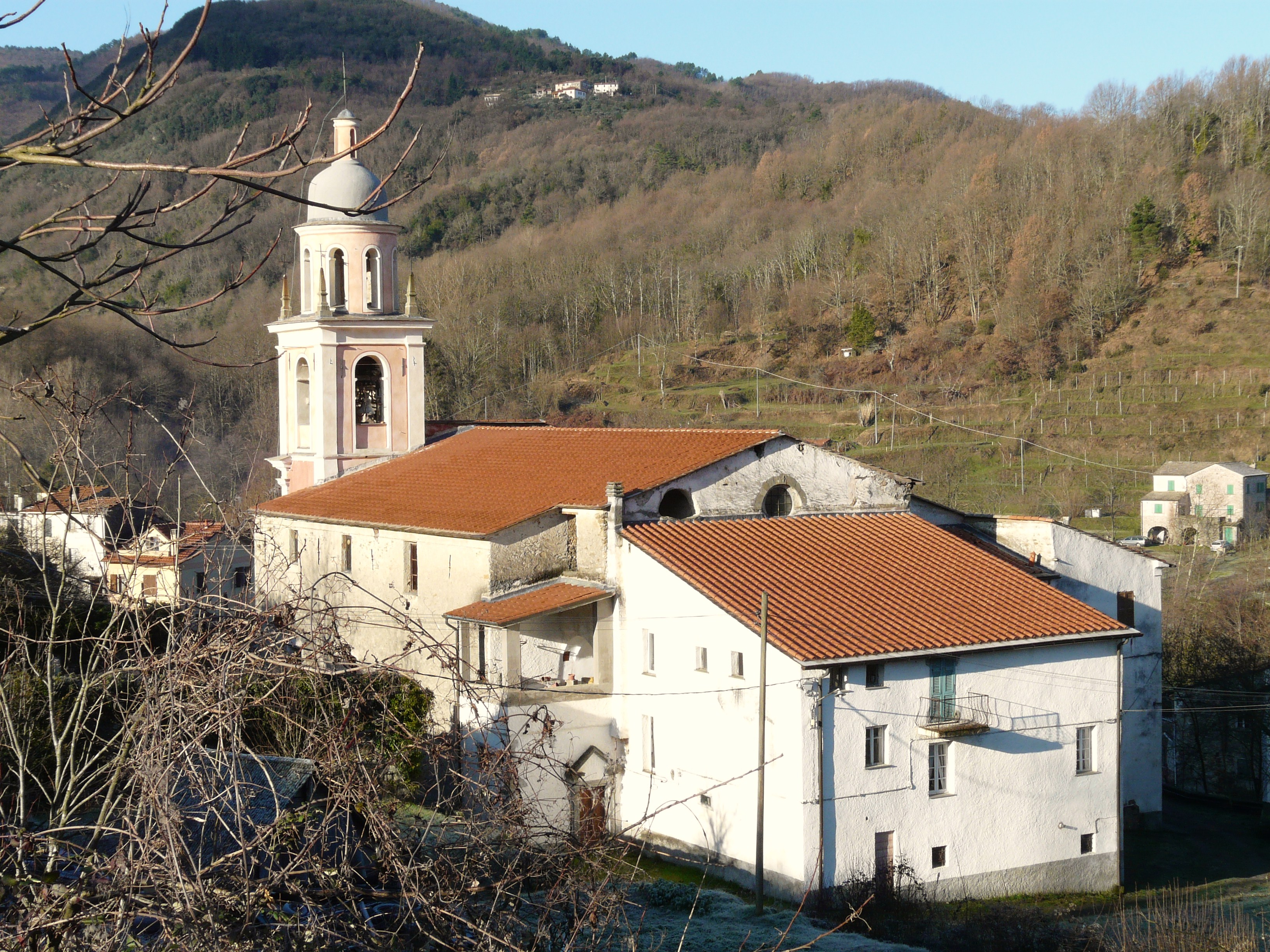
Heilige kruiskerk
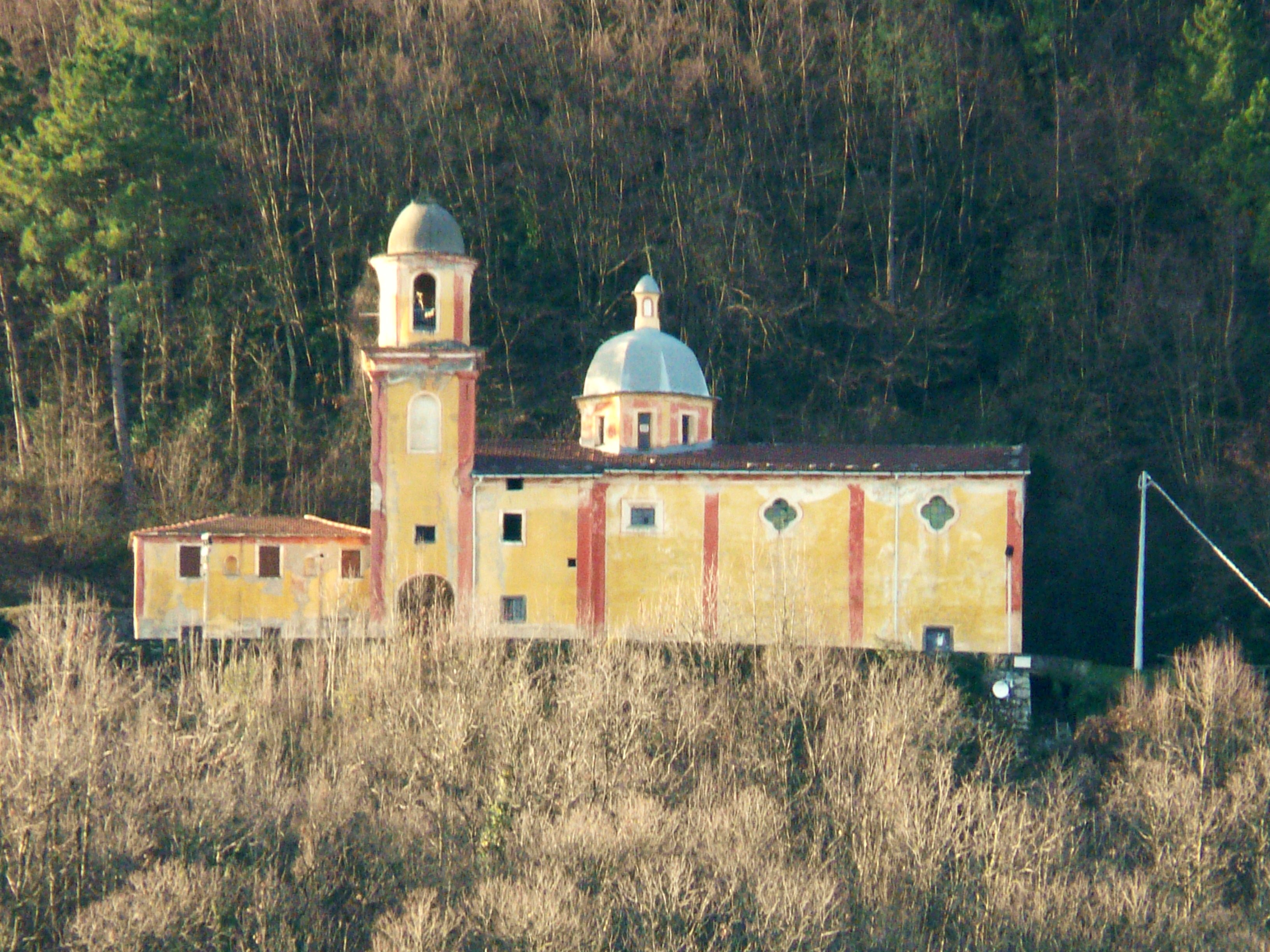
Kerk van Onze Lieve Vrouwe dell'agostina
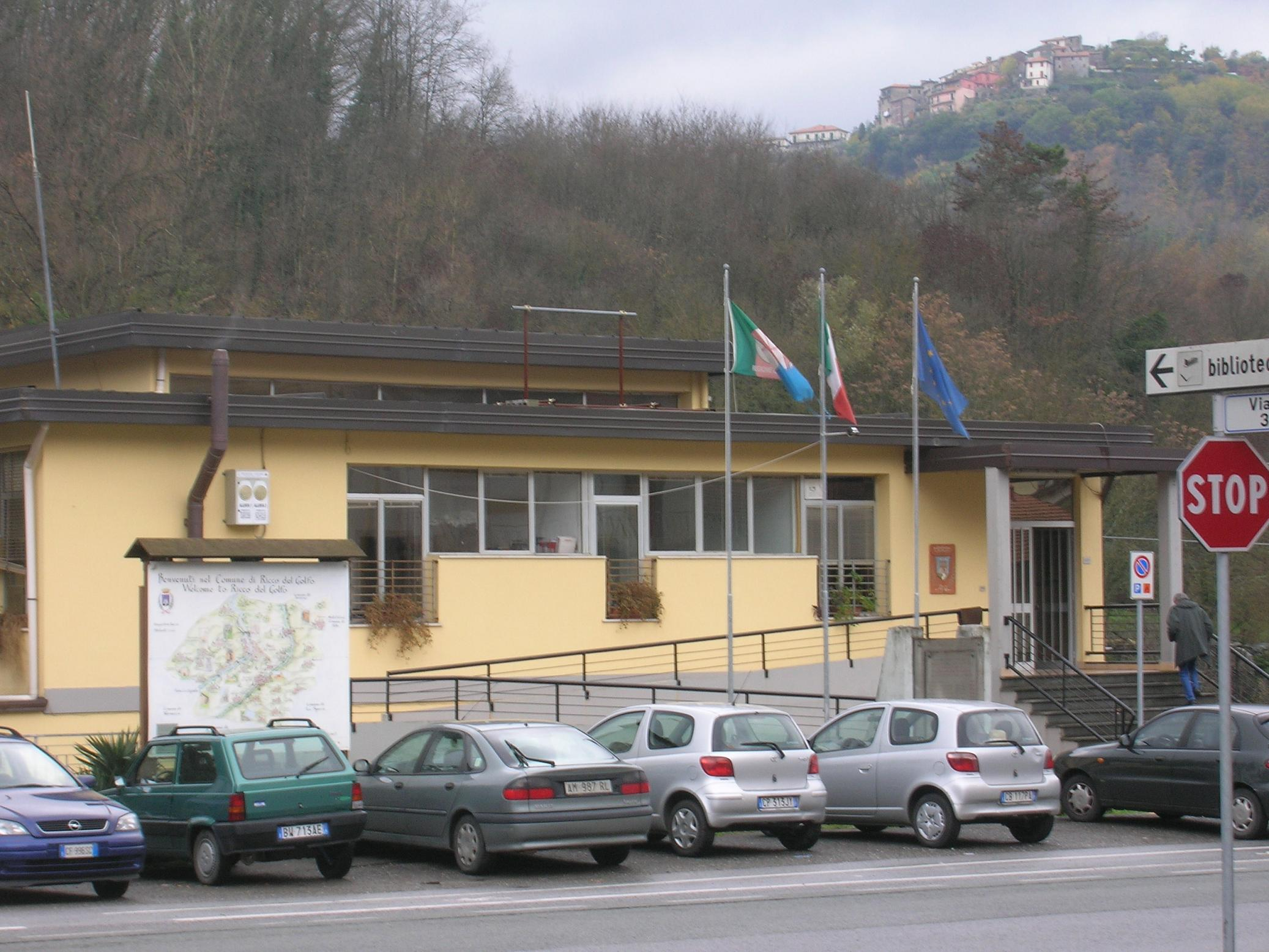
Gemeentehuis

## Demografie
Riccò del Golfo di Spezia telt ongeveer 1465 huishoudens. Het aantal inwoners steeg in de periode 1991-2001 met 2,2% volgens cijfers uit de tienjaarlijkse volkstellingen van ISTAT.
| Jaar | Inwoneraantal |
| ---- | ------------- |
| 1991 | 3296          |
| 2001 | 3367          |

## Geografie
Riccò del Golfo di Spezia grenst aan de volgende gemeenten: Beverino, Follo, La Spezia, Riomaggiore, Vernazza.
Ameglia · Arcola · Beverino · Bolano · Bonassola · Borghetto di Vara · Brugnato · Calice al Cornoviglio · Carro · Carrodano · Castelnuovo Magra · Deiva Marina · Follo · Framura · La Spezia · Lerici · Levanto · Maissana · Monterosso al Mare · Ortonovo · Pignone · Porto Venere · Riccò del Golfo di Spezia · Riomaggiore · Rocchetta di Vara · Santo Stefano di Magra · Sarzana · Sesta Godano · Varese Ligure · Vernazza · Vezzano Ligure · Zignago
1. ↑  https://demo.istat.it/?l=it.